# Skatten på Bråtehus
Skatten på Bråtehus är en svensk TV-serie i fyra delar från 1984, regisserad av Thomas Danielsson och skriven av Danielsson och Michael Segerström. Segerström gör även seriens huvudroll som Brutus Bråte och i övriga roller ses bland andra Johan Rabaeus, Erik Appelgren och Susanne Hallvares.

## Rollista
- Michael Segerström – Brutus Bråte
- Johan Rabaeus – Bruno Bråte
- Erik Appelgren – Bryngel Bråte
- Susanne Hallvares – Britta Bråte
- Lotta Hansson – Briana Bråte
- Christer Boustedt – Brendan Bråte
- Per Eggers – skurken
- Mia Benson – Annie B
- Tomas Bolme – livvakt
- Björn Lövgren – livvakt

## Om serien
Skatten på Bråtehus fotades av Lasse Lundgren och sändes i TV2 mellan den 1 och 22 december 1984 i fyra avsnitt à trettio minuter.